# WoW Gold
WoW Gold (укр. вов голд) — ігрова валюта у мережевій комп'ютерній грі World of WarCraft. За неї у грі купуються і продаються речі та послуги. Гравець World of WarCraft може безпосередньо заробляти WoW Gold при виконанні якихось завдань у грі (на що йде певний час). Також існують безліч сайтів, які продають ігрову валюту за реальні гроші.
Станом на 2012 рік у гри World of WarCraft близько 10 млн передплатників по всьому світу.

## Цікаві факти
- У 2012 році з'явилась новина про те, що в одній китайській в'язниці керівництво пенітенціарної установи змушувало в'язнів грати в WoW і заробляти WoW Gold, яке потім продавало в мережі Інтернет і непогано на цьому наживалося.[3]
- У Німеччині банк «Fidor bank» дозволяє зберігати свої кошти у валюті з гри WoW.[3]